# You Gotta Love Someone
You Gotta Love Someone è un brano composto da Elton John con testo di Bernie Taupin ed interpretato dallo stesso cantante britannico, pubblicato come singolo nel 1990.

## Il brano
Musicalmente parlando, si presenta come una canzone di chiaro stampo pop: Elton suona il pianoforte, ed è accompagnato da Randy Jackson al basso, Kenny Arnoff alla batteria e David Paich alle tastiere. Micheal Landau e Steve Lukather sono presenti alle chitarre; alle percussioni troviamo Paulinho Da Costa. Si cimentano infine ai cori Julia Waters, Oren Waters, Maxine Waters, Phyllis Yvonne Williams, Carmen Twilie, Mona Lisa Young, Sweet Pea Atkinson e Donald Ray Mitchell. Nessun membro della Elton John Band originale suona quindi nel pezzo; il testo di Bernie Taupin significa Devi Amare Qualcuno.
You Gotta Love Someone, facente peraltro parte della colonna sonora del film di Tony Scott Giorni di tuono (Days of Thunder), fu pubblicata come singolo subito dopo il doppio Sacrifice/Healing Hands: non ebbe un grandissimo successo, conseguendo una #33 UK e una #43 USA, ma raggiungse la #1 in Canada e nella classifica statunitense della Adult contemporary music. Fu inoltre inclusa nella raccolta del 1990 The Very Best of Elton John (#1 UK) e nel box set To Be Continued..., sempre del 1990.

## I singoli
Singolo 7" (UK)
1. "You Gotta Love Someone" — 4:23
2. "Medicine Man" — 4:35

Singolo 7" (promo, UK)
1. "You Gotta Love Someone" — 4:23
2. "Medicine Man" — 4:35

Singolo 7" (UK)
1. "You Gotta Love Someone" — 4:23
2. "Sacrifice" — 5:07

Maxisingolo 12" (UK)
1. "You Gotta Love Someone" — 4:23
2. "Medicine Man" — 4:35
3. "Medicine Man" (con Adamski) - 5:12

CD (UK)
1. "You Gotta Love Someone" — 4:23
2. "Medicine Man" — 4:35
3. "Medicine Man" (con Adamski) - 5:12

CD (promo, USA)
1. "You Gotta Love Someone" (Edit) — 4:23
2. "You Gotta Love Someone" (Album Version) - 4:57

## Formazione
- Elton John: voce, pianoforte
- Randy Jackson: basso
- Kenny Aronoff: batteria
- Michael Landau: chitarra
- Steve Lukather: chitarra
- David Paich: tastiere
- Paulinho Da Costa: percussioni
- Julia Waters: cori
- Oren Waters: cori
- Maxine Waters: cori
- Phyllis Yvonne Williams: cori
- Carmen Twilie: cori
- Mona Lisa Young: cori
- Sweet Pea Atkinson: cori
- Donald Ray Mitchell: cori